# Christiane Staab
Christiane Staab (* 11. Oktober 1968 in Karlsruhe) ist eine deutsche Politikerin (CDU) und seit 2021 Abgeordnete im Landtag von Baden-Württemberg.

## Leben
Staab legte 1987 ihr Abitur ab. Anschließend studierte sie Rechtswissenschaften und legte bis 1995 beide Staatsexamina ab. Von 1997 bis 2010 war sie Rechtsanwältin in Karlsruhe. Sie war Mitglied in der Landessynode der evangelischen Landeskirche in Baden. Von 2005 bis 2010 amtierte sie als Vorsitzende des Landeselternbeirats von Baden-Württemberg.

## Politik
Staab ist seit 1997 Mitglied der CDU. Sie war von 1999 bis 2011 Mitglied des Gemeinderats der Stadt Karlsruhe. Sie wurde 2010 zur Bürgermeisterin der Stadt Walldorf und 2014 sowie 2019 in den Kreistag des Rhein-Neckar-Kreises gewählt. 2018 wurde sie für eine zweite Amtszeit als Bürgermeisterin wiedergewählt. Sie gehört seit 2014 auch der Verbandsversammlung der Metropolregion Rhein-Neckar an. Bei der Landtagswahl in Baden-Württemberg 2021 erhielt sie ein Zweitmandat im Landtag Baden-Württemberg. Im Zuge ihrer Wahl in den Landtag legte sie 2021 ihr Bürgermeisteramt nieder. Seit 2021 ist sie Mitglied im Rundfunkrat des Südwestrundfunks.